# زهينغ زهيون
زهينغ زهيون (بالصينية: 郑致云) (17 فبراير 1995 بآنشان في الصين - ) هو لاعب كرة قدم صيني في مركز الوسط.

## روابط خارجية
- زهينغ زهيون على موقع قاعدة بيانات كرة القدم.إي يو (الإنجليزية)
- زهينغ زهيون على موقع Soccerway.com (الإنجليزية)